# The Terror Wheel
The Terror Wheel è un EP del gruppo Horrorcore Insane Clown Posse.

## Tracce
| # | Titolo                                                                | Tempo | Scrittore          | Produttore           |
| - | --------------------------------------------------------------------- | ----- | ------------------ | -------------------- |
| 1 | "The Dead Body Man"                                                   | 4:58  | Insane Clown Posse | Mike E. Clark I.C.P. |
| 2 | "Skitsofrantic"                                                       | 3:56  | Insane Clown Posse | Mike E. Clark I.C.P. |
| 3 | "The Smog"                                                            | 7:45  | Insane Clown Posse | Mike E. Clark I.C.P. |
| * | "Thoughts In My Head" (ghost track; plays at 3:30 of "The Smog")      | 4:15  | Insane Clown Posse | Mike E. Clark I.C.P. |
| 4 | "Out"                                                                 | 5:02  | Insane Clown Posse | Mike E. Clark I.C.P. |
| 5 | "I Stuck Her With My Wang"                                            | 3:51  | Insane Clown Posse | Mike E. Clark I.C.P. |
| 6 | "Amy's in the Attic"                                                  | 9:20  | Insane Clown Posse | Mike E. Clark I.C.P. |
| * | "The Phone Number" (ghost track; plays at 6:06 of Amy's in the Attic) | 3:15  | Insane Clown Posse | Mike E. Clark I.C.P. |

## Formazione
- Joseph Bruce – voce
- Shaggy 2 Dope – voce, turntables
- Mike E. Clark – turntables, produttore
- Capitol E. - produttore